# 博蒙 (海地)
博蒙（法語：Beaumont，發音：[bomɔ̃] ⓘ）是海地格朗当斯省科拉伊區的市镇，总面积155.34平方千米，2015年人口31580。